# Élton Arábia
Élton Arábia, właśc. Élton José Xavier Gomes (ur. 7 kwietnia 1986 w Palmeira dos Índios) – brazylijski piłkarz występujący na pozycji ofensywnego pomocnika. Jeden z najniższych zawodowych piłkarzy w historii.